# Mario Canessa
Mário Lorenzo Canessa Garcia est un ancien arbitre chilien et colombien de football, né au Chili, qui officia de 1969 à 1983.

## Carrière
Il a officié dans une compétition majeure : 
- Copa Libertadores 1971 (finale aller)